# 三弘社
三弘社（サムホンサ）は韓国ソウル特別市衿川区に本社を置くモータ、シリンダ、スプリングメーカー。かつては鉄道模型（ブラスモデル）も製造していた。

## 概要
1970年に創業、1974年から鉄道模型の生産を開始し、アメリカや日本のメーカーの下請けでブラスモデル（真鍮製鉄道模型）の技術を磨いた。初期には問題のある製品もあったが、製造技術が蓄積されるにつれ、高品質の製品を生産するようになった。
1985年のプラザ合意後、円高の進行等で日本製模型の輸出競争力が落ちたのを機に、サムホンサはアメリカ向けのブラスモデル輸出を大幅に拡大した。1990年代には日本メーカーに代わってアメリカ市場を席巻し、主な取り引きであったKey Imports社以外にも複数の欧米のインポーター（輸入業者）に出荷した。
最盛期、サムホンサは日本、アメリカ、ヨーロッパ各国にSゲージ（Sn3ゲージ）、Oゲージ、HOゲージ、Nゲージの各種鉄道模型を輸出し、世界でも有数のブラスモデル製造メーカーとなった。特に、アメリカではアジン精工と共に代表的な韓国のブラスモデル製造メーカーとして知られた。
しかし1998年のアジア通貨危機以降、韓国経済の状況変化によって生産効率が強く求められるようになった上、中国製のダイキャストやプラスチックの安価な鉄道模型の台頭を受け、他の素材より生産性が劣るブラスモデルでは収益が見込み難くなった。そのため、鉄道模型製造開始から30年目の2004年にブラスモデル生産から撤退した。
以後、サムホンサは自動車産業、および電気製品向けのモータ、シリンダ、スプリング製造に力を入れ、今日では中国、フィリピン、インドネシアの各国で操業する中小企業となっている。
サムホンサは韓国最古のブラスモデル製造企業であり、同社の歴史は韓国のブラスモデル産業史といっても過言ではない。また、同社から独立した多くの門下生達が新規のブラスモデルメーカー（アジン精工等）を設立しており、同社が韓国のブラスモデル業界に与えた影響は今も大きい。

## 歴史
- 1970年2月：法人設立
- 1971年12月：韓国貿易協会より第7次アイディア思案賞受賞
- 1974年?月：アメリカ向け鉄道模型の輸出を開始
- 1979年7月：商工部（現・知識経済部）大臣賞受賞
- 1986年7月：モーター（直流マイクロモーター）部門を新設
- 1987年12月：付設技術研究所設立
- 1989年8月：忠南・礼山郡に第2工場竣工
- 1992年2月：G/S（ガススプリング、およびガスシリンダー）部門を新設
- 1995年7月：通商産業部（現・知識経済部）から有望プロジェクトの指定を受ける
- 1995年8月：中国上海市にモーター生産工場設立
- 1996年4月：販売法人として三弘通商を設立
- 1996年7月：山東省青島市膠州市に合弁企業設立
- 1997年12月：中国・膠州に単独法人の三弘精密を設立
- 1998年12月：第8回中小企業大賞受賞
- 2000年1月：インドネシアに生産工場の法人としてPT. Samoinを設立
- 2002年6月：Xboxで使う部品を開発・製造
- 2003年5月：ガスシリンダーの生産基地を中国・膠州へ完全移転
- 2004年5月：鉄道模型の生産中止、鉄道模型事業から撤退
- 2008年11月：中小企業振興公団が「ワールドクラス企業」に選定
- 2009年9月：モーター事業部門を中国のとインドネシアへ移転